# Jetmotor

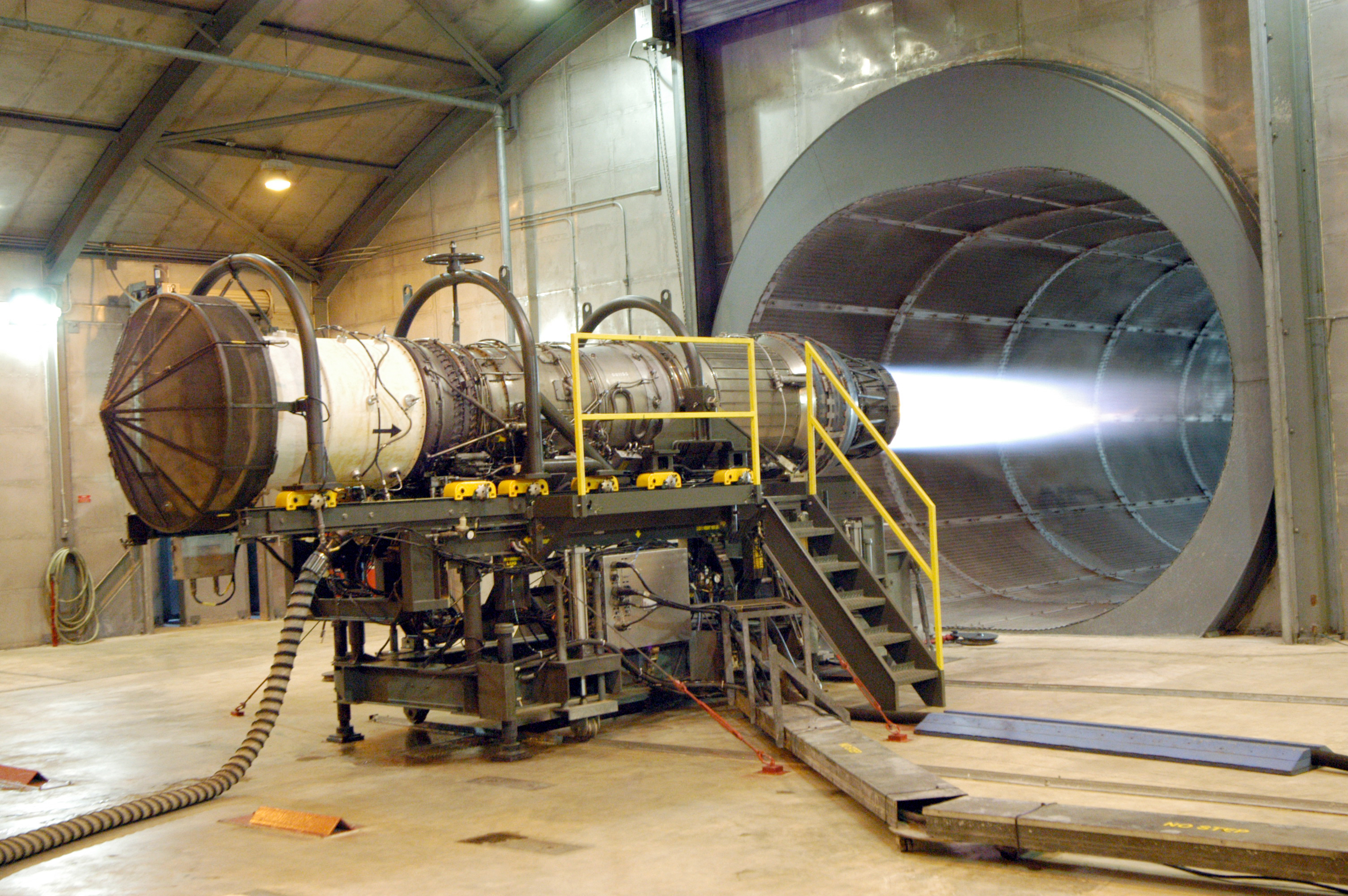
Turbojetmotor avsedd för militärflygplan, med tänd efterbrännkammare. EBK används inte under normal flygning, men är användbar i situationer där en tillfällig ökning av dragkraften önskas. Som exempel kan nämnas start från korta startbanor, undanmanövrer i strid, och genskjutning av fienden, men även vissa trafikflyg har dragit nytta av EBK.

Jetmotor (av engelska: jet engine) eller reaktionsmotor (militär benämning, förkortat reamotor, akronym rm) är en motor som accelererar en gas- eller vätskeström bakåt för att ge en framåtriktad kraft eller för att driva en propeller via en turbinaxel. Den kan också kallas turbojetmotor, vilket skapar en del förväxlingar eftersom turbojet-engine på engelska betyder det man på svenska kallar enkelströmsmotor.
Jetmotorer används i flygplan, helikoptrar och raketer. Jetmotorer som används i flygplan och helikoptrar drivs på flygfotogen (kerosin).
De två största tillverkarna av jetmotorer idag är General Electric (13,2 miljarder USD intäkter 2006) och Rolls-Royce Holdings (7,4 miljarder GBP 2006.).
Även Kusnetzov, Motor Sich, Pratt & Whitney (United Technologies) och SNECMA tillverkar jetmotorer. 
Kan också kallas strålmotor.  

## Princip
Jetmotorer är en familj av luftberoende motorer som fungerar enligt den termodynamiska cykeln Braytoncykel. Denna bygger på en adiabatisk kompression av inloppsluften följt av en isobar uppvärmning, i en adiabatisk expansion utvinns arbete ur processen och den återstående energin överförs till den omgivande atmosfären i en isobar avsvalning. Arbetet som utvinns i expansionen skapar jetmotorns dragkraft. Dragkraften för en jetmotor kan uttryckas enligt formeln nedan:
{\displaystyle F={\bigl (}{\dot {m}}_{l}+{\dot {m}}_{b}{\bigr )}V_{u}-{\dot {m}}_{l}V_{\infty }+{\bigl (}p_{u}-p_{\infty }{\bigr )}A_{u}}
Där {\displaystyle {\dot {m}}_{l}} och {\displaystyle {\dot {m}}_{b}} är massflödet av luft och bränsle genom motorn, {\displaystyle V_{u}} är utloppshastigheten ur motorn, {\displaystyle V_{\infty }} är friströmshastigheten. Trycken {\displaystyle p_{u}} över utloppet och {\displaystyle p_{\infty }} i friströmmen som verkar över utloppsarean {\displaystyle A_{u}}, ger vanligtvis endast ett bidrag då strömningen som lämnar motor håller överljudshastighet och inte fullt ut har expanderat varvid termen brukar uteslutas. Då massflödet av luft genom motor är ungefär 50 gånger massflödet av bränsle brukar termen {\displaystyle {\dot {m}}_{b}} försummas. Ett förenklat uttryck för dragkraften blir då:
{\displaystyle F={\dot {m}}_{l}{\bigl (}V_{u}-V_{\infty }{\bigr )}}
Då dragkraften är proportionell mot massflödet av luft genom motorn och stor dragkraft i förhållande till motorstorleken är det viktigaste konstruktionskriteriet så följer att man vanligtvis väljer att maximera luftflödet i förhållande till motorstorleken. Utloppshastigheten ur motorn är direkt kopplat till den maximala temperaturen på flödet inuti motorn som i sin tur begränsas materialegenskaper i motorns konstruktion. 
Komprimeringen åstadkoms dels genom att friströmshastigheten bromsas upp i inloppet till motorn och en del av totaltrycket konverteras till statiskt tryck. Detta bidrag är dock endast positivt när flygplanets hastighet är större än inloppshastigheten för jetmotorn, typiska inloppshastigheter för en jetmotor är Machtal mellan 0,4 och 0,7. Huvuddelen av kompressionen sker vanligtvis med hjälp av en radialkompressor eller axialkompressor, då förträngningskompressorer inte har tillräckligt massflöde för att vara praktiskt användbara. Radialkompressorn användes för några av de första modellerna av jetmotorer på grund av sin enkelhet och robusthet. Men de har en nackdel genom att de inte kan uppnå samman massflöde i förhållande till tvärsnittsarea som en axialkompressor vidare kan de inte uppnå tillräckligt höga tryckförhållanden och verkningsgrad som krävs för moderna större jetmotorer, i små jetmotorer och turbopropmotorer används de fortfarande. I huvuddelen av alla moderna jetmotorer så används flerstegs axialkompressorer. I kompressorn ökas totaltrycket samtidigt som hastigheten inte ändras nämnvärt, därmed stiger även det statiska trycket. Tryckförhållandet över kompressorn har ökat från omkring 7:1 för motorer konstruerade runt 1950 till närmare 40:1 för motorer konstruerade runt år 2000. Samtidigt så varierar det användbara maximala tryckförhållandet med avseende på motorns användningsområde, motorer för militära tillämpningar med farter kring Mach 2 behöver inte samma höga tryckförhållande som en motor för civila passagerarflygplan behöver för att nå en god verkningsgrad. 

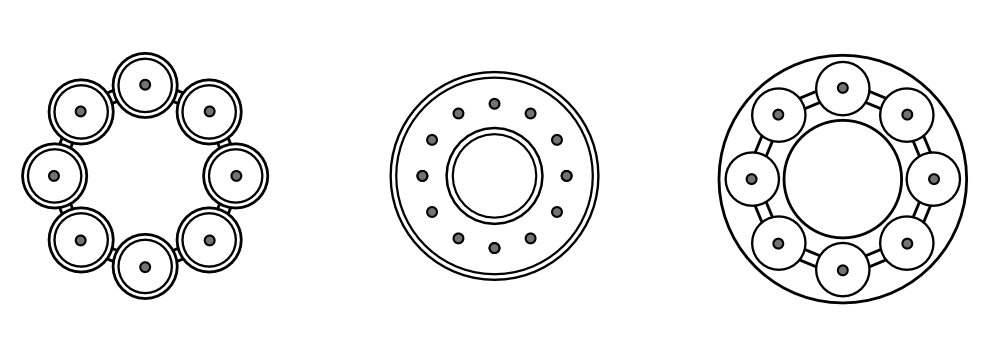
Olika typer av brännkammare för jetmotorer. Från vänster tub-brännkammare, annulär brännkammare och Can-annular.

Efter kompressorn bromsas luften upp i en diffusor innan luften leds in i brännkammaren. I brännkammaren skall bränslet sprutas ut och finfördelas, blandas med luften, antändas och förbrännas innan den når turbinen. Dessutom skall förbränningen hållas stabil och jämnt fördelad i brännkammaren för en mängd olika driftsfall. Eftersom materialegenskaper i turbinen begränsar temperaturen på avgaserna från brännkammaren, så måste förbränningen ske med ett betydande luftöverskott, en stökiometrisk blandning av luft och bränsle skulle ge för hög temperatur på avgaserna. För att kunna upprätthålla en stabil förbränning blandas bara en mindre del av luftflödet med det insprutade bränslet i den primära förbränningszonen, i denna zon är blandningen i det närmaste stökiometrisk. Resterande luft blandas in efter att den huvudsakliga förbränningen har skett, för att kyla väggarna i brännkammaren och sänka temperaturen på avgaserna. Friktionsförluster gör att totaltrycket sjunker med mellan 5 och 7 procent över brännkammaren, samtidigt ökar temperaturen kraftigt på grund av förbränningen, detta gör att avgaserna accelererar kraftigt.  Avgastemperaturerna har ökat från omkring 750° C för motorer konstruerade runt 1950 till närmare 1 500 °C för motorer konstruerade runt år 2000.

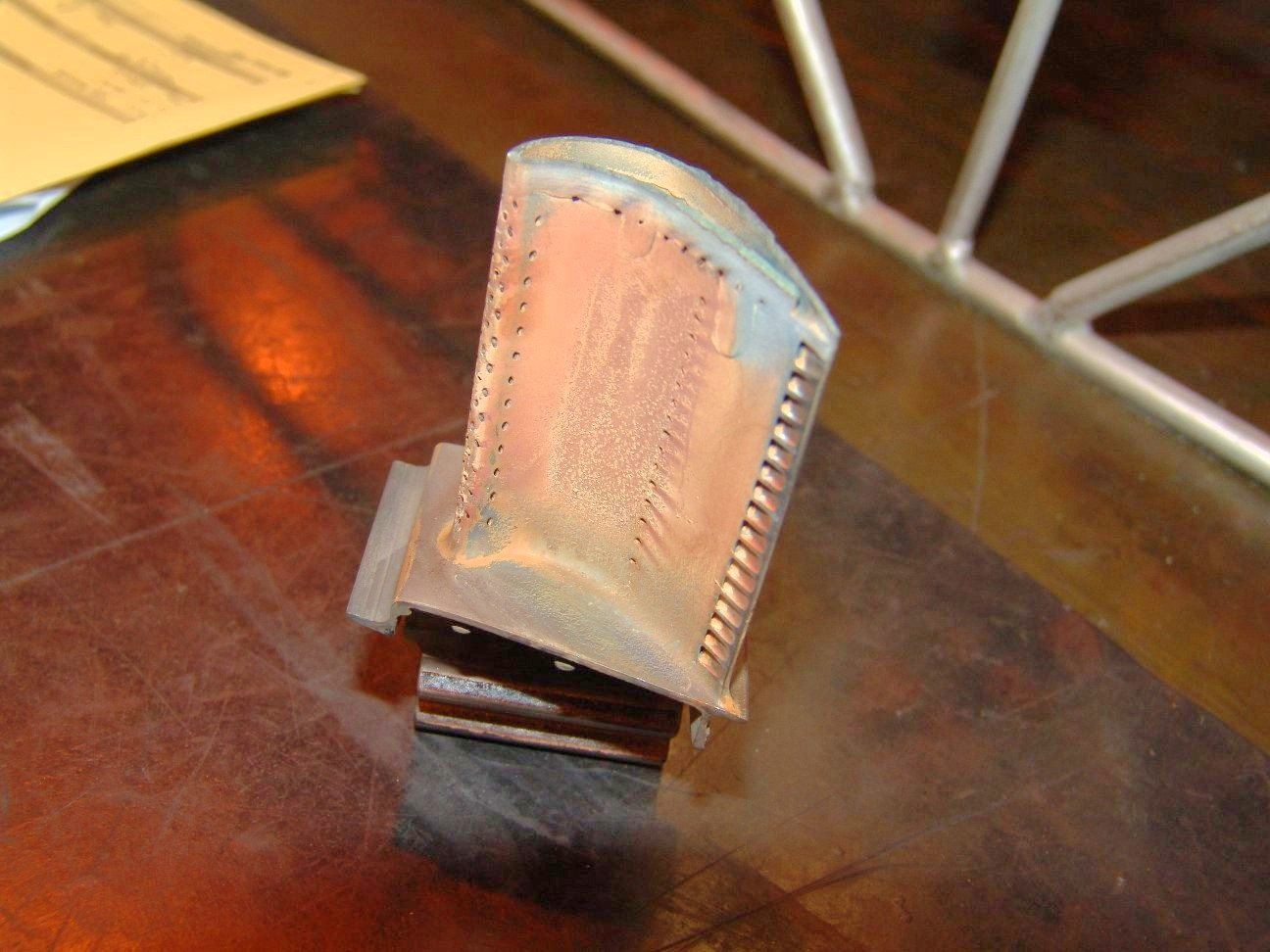
Turbinblad från högtrycksturbinen till en CFM International CFM56 med hål för filmkylning av bladet.

Efter brännkammaren expanderas flödet genom en turbin som driver kompressorn. Turbinen är för i princip alla jetmotorer en axialturbin. Strömningsmässigt är en turbin betydligt enklare att konstruera än en kompressor på grund av att trycket faller i turbinen jämför med kompressorn. Materialmässigt är dock turbinen en stor utmaning på grund av den höga temperaturen på avgaserna som expanderar genom turbinen. De tidigaste jetmotorerna hade turbinblad i varmhållfasta stållegeringar medan moderna motorer har turbinblad i nickellegeringar som gjuts så att hela bladet stelnar som en enda stor kristall vilket väsentligt ökar hållfastheten vid höga temperaturer. Genom att tappa luft från kompressorn och leda ut den genom hål på turbinskovlarnas yta kan man kyla skovlarna till en temperatur 400° under totaltemperaturen för gasen. Resterande tryck används för att expandera avgaserna till en hög utloppshastighet genom en dysa för att producera dragkraft.
Ett exempel på varför kolvmotorer är principiellt mer komplicerade än jetmotorer, är att förutom det faktum att kolvarna måste utföra en upp-och-ned-gående rörelse i sina cylindrar, bland annat att bränslet efter blandning med luft (via antingen förgasare eller en mycket finfördelad så kallad direktinsprutning), måste antändas med av tändstift skapade gnistor, vilka får bensin-luft-blandninen att explodera (snarare än brinna). Dessa små men kontinuerliga och tidsmässigt mycket täta tändande gnistor måste genereras i precis rätt ögonblick. I dieselmotorer är det bränsleinsprutningen som ska ske i rätt ögonblick. Oavsett bränsle måste emellertid kolvarna vara kopplade till en mekaniskt komplicerad vevaxel, och i fall med fyrtaktsmotorer även en kamaxel vilken under sin rotation reglerar de ventiler som styr både insug av och utblås. Jetmotorer, som oavbrutet förbränner sitt bränsle, kräver däremot inga sådana mekaniska reglage, och med undantag av turboaxelmotorn/gasturbinen kräver de ingen växellåda eller annan form av kraftöverföring för att deras kraft skall kunna nyttjas.

## Historia
Redan i mitten av 1930-talet provflög Caproni-fabriken i Italien ett plan med en jetmotor. Denna motor hade en kompressor som drevs av en konventionell kolvmotor. Ungefär samtidigt höll man på även i andra länder med att utveckla jetmotorer. I Sverige tillverkade Bofors på 1930-talet, enligt anvisningar från professor Alf Lysholm, en fungerade jetmotor. På grund av de höga temperaturerna blev tillförlitligheten så låg att man lade ner projektet. I Tyskland tillverkades ett Heinkel-plan som drevs av en turbinmotor och flögs för första gången 1939. I Storbritannien utvecklade engelsmannen Frank Whittle en jetmotor som provflögs 1941. Det första jetdrivna trafikflygplanet var De Havilland DH 106 Comet som togs i bruk i början av 1950-talet. 
Det finns flera olika typer av jetmotorer; turbojet, turbofläkt, turboprop, propfan och ramjet-motor. Principen för dem är dock ungefär densamma, men den sistnämnda skiljer sig från de övriga genom att den inte innehåller turbiner och används vanligtvis för mycket höga hastigheter, normalt Mach 2-4 för att driva robotvapen. De jetmotorer som används på moderna jetflygplan är turboprop och turbofläkt.

## Motortyper

### Ramjetmotor
En ramjetmotor (ramm-jetmotor) är den enklaste typen av jetmotor och saknar rörliga delar. Förbränningskammaren är utformad som ett venturirör eller som ett rör i vars centrum man placerat en strömlinjeformad förträngning, rammen. Det är förträngningen som åstadkommer den nödvändiga kompressionen och brännkammaren måste hela tiden matas med en kraftig luftström. Ramjetmotorn kräver därför en ganska hög hastighet (cirka 500 km/h eller mer) för att över huvud taget fungera och måste därför kompletteras med någon annan form av motor som driver upp farten innan den kan startas. Ramjetmotorer har använts bland annat på den engelska luftvärnsroboten Bloodhound.
Ramjet börjar bli vanlig på flygburna robotvapen, som har tillräckligt hög hastighet när de avfyras (samma som flygplanet) för att ramjeten ska fungera. Fördelen med ramjet jämfört med raketmotor är att ramjeten inte behöver bära med sig syre och därför kan ta en större bränslemängd, alternativt nå samma räckvidd med lägre vikt. (Turbojetmotorer är för dyra och komplicerade för mindre robotvapen.) 
Scramjet är en förkortning för supersonic combustion ramjet. Det innebär att luftströmmen genom brännkammaren har överljudshastighet, vilket normalt inte är fallet i en ramjet. Det gör motorn användbar vid extremt höga hastigheter. De extrema temperaturerna ställer dock höga krav på konstruktionen.

### Enkelströmsmotor

Schematisk bild av en turbinjetmotor av typen enkelströmsmotor.

Enkelströmsmotor är ursprunget till de moderna jetmotorerna. I motorns centrum går en axel. På dess främre del finns fläktblad som komprimerar luften och pressar in den i brännkamrarna, som sitter i en cirkel kring axeln. Motorer med flera koncentriska axlar förekommer, fördelen är då att man kan ha olika varvtal på kompressorns inre och yttre delar. Kompressorbladen kan vara utformade antingen som en radialkompressor, som på de Havilland Ghost, som satt i J 29 flygande tunnan, eller som en axialkompressor, som på de flesta andra jetmotortyper. All luft som leds in i motorn går genom brännkamrarna. Principen är att luft sugs in i motorn, komprimeras och pressas via en "diffusor" in till brännkammaren, där flygfotogen sprutas in via munstycken varvid gasblandningen antänds med tändstift. Därvid bildas kontinuerligt en kraftig ström av förbränningsgaser bakåt. På brännkamrarnas utloppssida sitter en enkel turbin på axeln (På tvåaxliga motorer två), vilken tar tillvara en liten del av energin i förbränningsgaserna till att direkt driva kompressorn. Huvuddelen av gasernas energi blir dock rörelseenergi i den gasström som driver planet framåt. Med tiden fann man att det var fördelaktigt både med avseende på buller och verkningsgrad att låta en del av luftströmmen passera förbi brännkamrarna och återblandas med förbränningsgaserna i utloppet, vilket ledde till utvecklingen av dubbelströmsmotorn. Enkelströmsmotorn var den överlägset vanligaste under jetflygets första årtionden, men redan under 60-talet började den ersättas av dubbelströmsmotorn. Överljudsplanet Concorde var ett av de sista passagerarflygplan i reguljär trafik som drevs med enkelströmsmotorer.
På engelska kallas enkelströmsmotorn turbojet, varför denna beteckning ibland används som ett svenskt ord. Detta skapar problem eftersom det skapar förväxlingar. Försvaret använder turbojetmotor som beteckning för alla både enkelströms- och dubbelströmsmotor.

### Dubbelströmsmotor

Schematisk bild av en dubbelströmsmotor.

Dubbelströmsmotorn kännetecknas av sin främsta och bredaste del, fläkten, genom vilken all luft passerar. Själva fläkten kan jämföras med, och är i princip en propeller, med den skillnaden att den har fler blad som är kortare och därför kan drivas med högre rotationshastighet. Samtidigt kan spetsarnas hastighet i förhållande till luften hållas innanför begränsningen som ljudvallen innebär. Dessutom är fläkten omgiven av ett rör som eliminerar virvelbildningar på ytterspetsarna av bladen. Den höga rotationshastigheten ökar risken för skadlig resonans i systemet, men resonansen reduceras av ett udda antal fläktblad. Totalt sett har dubbelströmsmotorn en lägre ljudnivå än den konventionella propellern i förhållande till effekten.
En del av luften sugs in i en "kärnmotor", i princip identisk med en enkelströmsmotor, medan resten av luften strömmar bakåt i en ringformad kanal utanför denna. Motorerna har ofta ljuddämpande material (till exempel med bikakestruktur) i väggarna på denna luftkanal som dämpar ljudet bakåt och utåt.
Motorn startas ofta med ett hjälpaggregat alternativt av en annan motors serviceluft som varvar upp den tills kompressionen räcker till kontinuerlig drift. 
Dessa motorer har ofta två oberoende axlar, den ena inuti den andra, där den inre kopplar ihop fläkten med lågtrycksturbinen och den yttre kopplar ihop kompressorn med högtrycksturbinen. Detta höjer effektiviteten, då varje del kan rotera med sin individuella optimala hastighet. (Rolls-Royce-motorer kan till och med ha tre axlar.)
Slutligen strömmar gaserna ut genom utloppet, ofta via en "mixer" vars uppgift är att blanda den inre strömmen av het luft med den kalla luften som endast passerat fläkten. Då det mesta av det starka motorljudet kommer från den heta expanderande gasen på väg ut kan man avsevärt minska bullret genom att dels göra den heta andelen mindre, dels genom att omge och blanda den väl med kall luft. 
Tändstiften på motorn används endast vid start utom när en störning i förbränningen kan inträffa på grund av regn eller snö när motorn går på lågt varv. Denna risk föreligger särskilt vid landning. Under normal drift klarar sig motorn utan hjälp av tändstiften.
Maximal dragkraft används på grund av bränsleförbrukningen normalt endast vid starten; vid flygning på marschhöjd är ett vanligt effektuttag runt 75 procent.
Dubbelströmsmotor heter på engelska turbofan, vilket ofta, men felaktigt, översätts till turbofläktmotor.

### Propfan

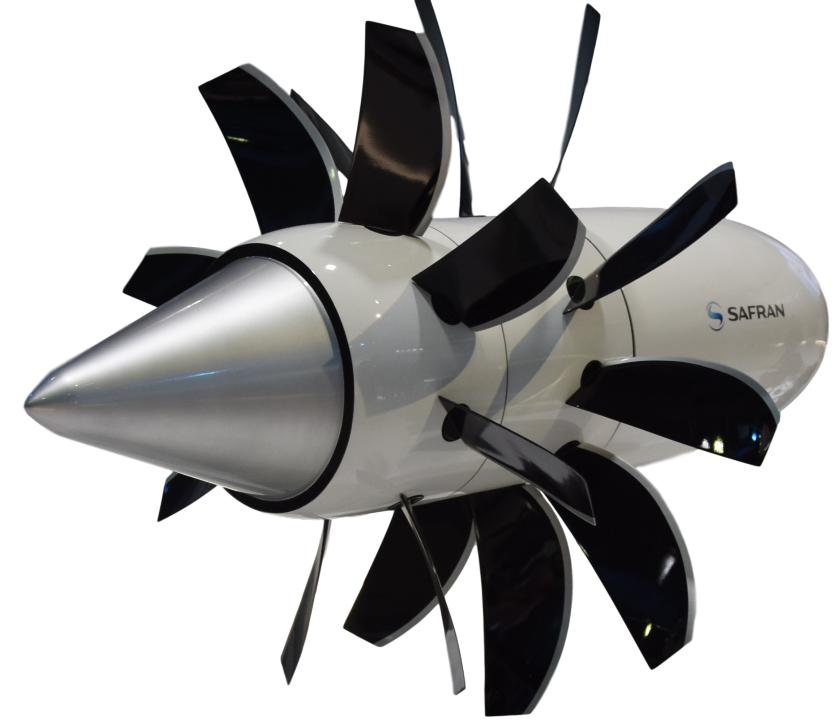
Propfanmotor.

Propfan är ett mellanting mellan turboprop och dubbelströmsmotorn. Det är en turbojetmotor med ett extra turbinsteg som driver två eller flera motriktat roterande mångbladiga fläktpropellrar som sitter på utsidan av motorgondolen. Dessa är oftast nedväxlade i förhållande till turbinaxelvarvtalet. Propfan kombinerar relativt hög hastighet och låg bränsleförbrukning, men har ändå inte fått något genomslag, främst på grund av bullerproblem men också på grund av att dubbelströmsmotorer med större fläktar utvecklats.

### Gasturbiner/turboprop

Schematisk bild av en turbopropmotor.

Gasturbiner, ibland även kallade turboshaft eller försvenskat turboaxelmotorer, eller turbopropmotorer om de används till att driva en flygplanspropeller,  kan beskrivas som en turbojetmotor med ett extra turbinsteg som ger effekt ut på en axel istället för att ge effekt ut i form av dragkraft. Turboaxelmotorn ger en försumbar dragkraft från jetstrålen. Istället tas merparten av effekten ut på axeln för att driva en växellåda eller liknande. Dessa motorer används i de flesta helikoptrar men används också i flygplan, båtar, stridsvagnar, nödkraftsaggregat och kraftverk.
Historiskt utvecklades denna först. Norrmannen Ægidius Elling patenterade principen redan 1884.
Turbopropmotorn är en gasturbin med en propeller monterad på drivaxeln. Propellern står för större delen av dragkraften, och kan med sin stora diameter pumpa luft mer effektivt än enkel- och dubbelströmsmotorer för en given motoreffekt. Turbopropmotorer är därför jämförelsevis bränslesnåla, men topphastigheten är dock lägre då propellern pumpar luft med en relativt sett låg hastighet.

### Pulsjetmotor

Schematisk bild av en pulsjetmotor.

En pulsjetmotor är en intermittent luftströmsmotor med en stor mängd små backventiler framför brännkammarens inlopp. Bränslet sprutas kontinuerligt in i brännkammaren men förbränningen sker stötvis med hjälp av en pulsad gnista. När gnistan antänder drivmedelsblandningen stänger sig backventilerna och förbränningsgaserna strömmar ut bakåt. När trycket sjunker öppnar sig ventilerna och ny luft strömmar in i kammaren så att cykeln kan upprepas. Denna motortyp är mest känd för att den användes på den tyska roboten V1.
Genom en mycket omsorgsfull utformning av inlopp, brännkammare och utlopp kan man även bygga pulsjetmotorer som fungerar utan ventiler. Pulsjetmotorn uppfanns av svensken Martin Wiberg (1826–1905).